# Hvammstangi
Hvammstangi é uma localidade na Islândia. Em 2018 tinha uma população de cerca de 578 habitantes.